# آرتور هورنبلو (جونیور)
آرتور هورنبلو، جونیور (انگلیسی: Arthur Hornblow, Jr.; ‏ ۱۵ مارس ۱۸۹۳ – ۱۷ ژوئیهٔ ۱۹۷۶) یک تهیه‌کننده فیلم، و نویسنده اهل ایالات متحده آمریکا بود.

## گزیده فیلمشناسی
- دلفریب (۱۹۳۷)
- نیمه‌شب (فیلم ۱۹۳۹) (۱۹۳۹)
- گربه و قناری (فیلم ۱۹۳۹) (۱۹۳۹)
- چراغ گاز (فیلم) (۱۹۴۴)
- دوره‌گردها (۱۹۴۷)
- «کس تیمبرلین» (۱۹۴۷)
- جنگل آسفالت (۱۹۵۰)
- اکلاهما! (۱۹۵۵)